# William Whiting Borden
William Whiting Borden (1. listopadu 1887, Chicago – 9. dubna 1913, Káhira) byl americký filantrop a misionář.
Narodil se v rodině, která zbohatla provozováním stříbrných dolů v Coloradu. Jeho matka Mary se roku 1894 stala evangelikální křesťankou a syna vychovávala v této víře. Na cestě víry jej zásadně ovlivnil též Reuben Archer Torrey. William v 16 letech uskutečnil cestu kolem světa, během níž se nadchl pro sužbu misijní společnosti China Inland Mission. Během studií na Yaleově univerzitě založil křesťanský studentský spolek Yale Hope Mission. Poté vystudoval Princeton Theological Seminary a roku 1912 byl ordinován na duchovního. Rozhodl se misijně působil mezi muslimy v Kan-su na severozápadě Číny.
V prosinci 1912 odplul do Egypta, kde začal misijně působit a studovat islám a arabštinu. Po čtyřech měsících služby v Egyptě onemocněl meningitidou a zemřel ve věku 25 let. Je pohřben na Americkém hřbitově v Káhiře. Epitaf na jeho hrobě končí slovy: „Kromě víry v Krista neexistuje žádné vysvětlení pro takový život.“
Misijní společnosti China Inland Mission a dalším křesťanským organizacím věnoval 800 000 dolarů. Je po něm pojmenována misijní nemocnice v Lan-čou.
Jeho sestrou byla spisovatelka Mary Borden (1886–1968).